# Volksbank Gardelegen
Die Volksbank eG (im Außenauftritt Volksbank eG Gardelegen) ist eine Genossenschaftsbank mit Sitz in der sachsen-anhaltischen Hansestadt Gardelegen im Altmarkkreis Salzwedel. 

## Geschichte
Am 1. August 1859 wurde in Gardelegen der „Vorschussverein zu Gardelegen“ gegründet. Um 1900 waren es dann Landwirte in den umliegenden Ortschaften, die die Spar- und Darlehenskassen (SDK) gründeten. 1948 erfolgte deren Umfirmierung in Raiffeisenkassen, anschließend in Landwirtschaftliche Dorfgenossenschaften und danach in die Vereinigung der gegenseitigen Bauerhilfe (VdgB) bzw. in die Bäuerliche Handelsgenossenschaften (BHG).
In Gardelegen wurde 1951 die Deutsche Bauern-Bank eröffnet, die dann im Jahre 1990 mit der Raiffeisenbank Altmark Gardelegen eG verschmolzen ist. 1991 kam es in Gardelegen zu einer weiteren, letzten Fusion. Die Volksbank Gardelegen eG und die Raiffeisenbank Altmark eG Gardelegen fusionierten zur damaligen Raiffeisen-Volksbank eG, der heutigen Volksbank eG.

## Rechtsverhältnisse
Die Volksbank eG ist im Genossenschaftsregister beim Amtsgericht Stendal unter GnR 66 eingetragen.

## Organisationsstruktur
Rechtsgrundlagen sind das Genossenschaftsgesetz und die durch die Vertreterversammlung beschlossene Satzung. Organe der Bank sind der Vorstand, der Aufsichtsrat und die Vertreterversammlung.

## Sicherungseinrichtung
Die Volksbank eG ist der amtlich anerkannten Sicherungseinrichtung des Bundesverbandes der Deutschen Volksbanken und Raiffeisenbanken GmbH und der zusätzlichen freiwilligen Sicherungseinrichtung des Bundesverbandes der Deutschen Volksbanken und Raiffeisenbanken e.V. angeschlossen.

## Geschäftsausrichtung
Die Volksbank eG betreibt das Universalbankgeschäft. Im Verbundgeschäft arbeitet sie mit der DZ Bank, R+V Versicherung, Bausparkasse Schwäbisch Hall, Teambank, VR Leasing,  DZ Hyp, Reisebank und der Union Investment zusammen. Sie ist dem genossenschaftlichen Förderauftrag und damit den Mitgliedern und Kunden in der Region in besonderer Weise verbunden. Die Aufgabe, die Mitglieder und Kunden zu fördern, ist bis heute ein wesentliches Kennzeichen der Bank.
Die Volksbank eG versteht sich traditionell als Bank des Privatkunden und des Mittelstandes. Kerngeschäftsfelder sind das Kreditgeschäft sowie das Einlagen- und Vermittlungsgeschäft mit Privatkunden, Freiberuflern und mittelständischen Firmenkunden.

## Geschäftsgebiet
Das Geschäftsgebiet liegt im Süden des Altmarkkreises Salzwedel.
Neben der Hauptstelle in Gardelegen unterhält die Bank Filialen in den Gardelegener Stadtteilen Letzlingen und Mieste. 